# Jennifer Tung
Jennifer Tung (* 3. Mai 1973 in Alameda, Kalifornien) ist eine US-amerikanische Schauspielerin, Filmproduzentin und Stuntfrau chinesischer Herkunft.

## Leben und Karriere
Jennifer Tung wurde bereits im Alter von 17 Jahren zur Miss Chinatown USA gekrönt. Sie wurde während einer Gymnastikübung von einem Talentmanager entdeckt und ermutigt, für eine Rolle vorzusprechen. Der zuständige Direktor verhalf ihr so zu ihrer ersten Dauerrolle in der FOX-Serie Masked Rider. Seitdem trat sie in verschiedenen Fernsehserien auf, so u. a. in Charmed – Zauberhafte Hexen, King of Queens, Pretender oder Angel – Jäger der Finsternis. Bekannt ist sie auch als Darstellerin an der Seite von Chuck Norris in den beiden Actionfilmen The President’s Man (2000) und dessen Fortsetzung McCord – The President’s Man II (2002).

## Filmografie (Auswahl)
- 1995–1996: Masked Rider (Fernsehserie, 40 Folgen)
- 1998: Armageddon – Das jüngste Gericht (Armageddon, als Stuntfrau)
- 1998: Star Trek: Der Aufstand (Star Trek: Insurrection)
- 2000: The President’s Man (Fernsehfilm)
- 2000: Schatten der Wahrheit (What Lies Beneath)
- 2000: King of Queens (The King of Queens, Fernsehserie, eine Folge)
- 2000: An Unkindness of Ravens
- 2002: McCord – The President’s Man II (The President’s Man: A Line in the Sand, Fernsehfilm)
- 2002: Kung Pow: Enter the Fist
- 2002: Contagion
- 2002: Cruel Game
- 2005: Prelude (Kurzfilm)
- 2006: Undoing
- 2007: CSI: Miami (Fernsehserie, eine Folge)